# Clint Black
Pour les articles homonymes, voir Black.
Clint Patrick Black est un chanteur-compositeur américain de musique country, producteur, multi-instrumentiste et acteur né le 4 février 1962 à Long Branch, dans le New Jersey (États-Unis).

## Biographie
Après avoir signé à RCA Records en 1989, Black fit ses débuts avec l'album Killin' Time, lequel vit quatre de ses singles numéro un dans le Billboard américain dans la catégorie "Hot Country Singles & Tracks". Bien que sa réussite perdit de l'élan durant les années 1990, Black, à maintes reprises, réussit à imposer des hits durant les années 2000. Il a placé plus que trente singles dans le Billboard américain dans la catégorie country (parmi lequel vingt deux atteignirent la place de numéro un). Il réalisa par ailleurs neuf album studios et de nombreuses compilations. En 2003, Black créa son propre label, Equity Music Group. Black se risqua aussi dans le cinéma. Il fit une apparition dans le film Maverick en 1994, avant d'avoir un rôle majeur dans le film de 1998, Still Holding On: The Legend of Cadillac Jack. En 2009, il était candidat dans le fameux Reality-Show The Celebrity Apprentice du billionaire américain Donald Trump où il a été viré avant de dévoiler les quatre derniers candidats puis dans la finale épreuve il a fait partie de l'équipe de Joan Rivers contre Annie Duke en l'aidant à gagner le show et le titre de l’apprenti célébrité.

## Discographie
| année | titre                          | Label  |
| ----- | ------------------------------ | ------ |
| 1989  | Killin' Time                   | RCA    |
| 1990  | Put Yourself In My Shoes       | RCA    |
| 1992  | The Hard Way                   | RCA    |
| 1993  | No Time To Kill                | RCA    |
| 1994  | One Emotion                    | RCA    |
| 1995  | Looking For Christmas          | RCA    |
| 1996  | The Greatest Hits              | RCA    |
| 1997  | Nothin' But The Taillights     | RCA    |
| 1999  | D'lectrified                   | RCA    |
| 2001  | Greatest Hits II               | RCA    |
| 2004  | Spend My Time                  | Equity |
| 2005  | Drinkin' Songs and Other Logic | RCA    |
| 2007  | The Love Songs                 |        |